# Esperimento di Griffith
L'esperimento di Frederick Griffith del 1928 fu uno dei primi esperimenti a suggerire che i batteri sono in grado di trasferire informazioni genetiche attraverso un processo noto come trasformazione. In tal modo, esso aprì la strada alla determinazione di quale fosse la natura del materiale genetico.
Che esistesse una qualche sostanza in grado di trasmettere l'informazione genetica (il materiale genetico, appunto) era noto da tempo. Tra la fine dell'Ottocento e i primi anni del Novecento venne proposto e dimostrato che il materiale genetico fosse racchiuso nei nuclei delle cellule (August Weismann) e in particolare nei cromosomi (teoria cromosomica dell'ereditarietà di Sutton, Boveri del 1902 dimostrata solo più tardi dagli esperimenti su Drosophila melanogaster di Thomas H. Morgan e dei suoi allievi).
Rimaneva però aperta la questione intorno alla materia costitutiva del materiale genetico.

## Premesse
L'ufficiale medico inglese F. Griffith in quegli anni studiava un batterio in grado di causare la polmonite: lo pneumococco (Streptococcus pneumoniae). Nei suoi esperimenti fece uso di due ceppi batterici:
- Il ceppo S, detto anche "liscio" dal momento che produce colonie lisce e lucenti (grazie alla presenza di una capsula batterica polisaccaridica che avvolge ogni cellula). Questo ceppo è in grado di provocare la polmonite.
- Il ceppo R, detto anche "rugoso" dal momento che produce colonie dall'aspetto "rugoso" (a causa dell'assenza della capsula batterica). Questo ceppo non è in grado di provocare polmonite.

Di fatto ora sappiamo che il ceppo R deriva da una mutazione di un ceppo S. Per quanto riguarda il ceppo S, ne esistono diverse varianti suddivise in base alla composizione chimica della capsula. Griffith, in particolare, studiò le varianti note come IIS e IIIS. In seguito a mutazioni di batteri IIS si potevano sviluppare batteri R (privi di capsula). I batteri R (detti IIR dal momento che derivano da batteri IIS) possono retromutare (cioè riacquisire, in modo naturale, la capacità di produrre la capsula batterica) e formare pneumococchi di ceppo S: ma solo IIS. Lo stesso discorso vale per i batteri IIIS.
In definitiva IIR non potrà mai retromutare in IIIS e IIIR ma potrà retromutare in IIS.

## Schema
- Quando Griffith iniettò batteri IIR in un topo, verificò che la cavia non si ammalava e non era possibile isolare questi batteri dai tessuti dell'animale.

- Quando il medico iniettò batteri IIIS in un topo, verificò che l'animale si ammalava, moriva ed era possibile isolare questi batteri dai tessuti dello stesso.

- Successivamente prese alcuni batteri IIIS e li uccise in seguito a shock termico. Iniettò poi questi batteri morti in un topo e come c'era d'aspettarsi il topo non si ammalò e non fu possibile isolare IIIS dai tessuti dell'animale.

Da ciò si deduce che, per provocare la malattia, è necessaria la presenza della capsula e i batteri capsulati devono essere vivi.
- A questo punto Griffith preparò una miscela in cui erano presenti batteri vivi IIR e batteri morti IIIS (uccisi da trattamento termico). Iniettò questa miscela in un topo: quello che ci si aspettava era la NON comparsa di malattia nell'animale (dal momento che non sarebbero dovute sussistere le condizioni appena citate). In realtà il topo si ammalò e morì; nei suoi tessuti si riscontrarono batteri IIIS.

Per spiegare a prima vista questo strano risultato si potrebbe forse pensare che alcuni batteri IIR iniettati siano retromutati in IIS (causando la polmonite), ma questo è da escludere dal momento che nei tessuti dell'animale erano stati isolati batteri IIIS e non IIS.

## Conclusioni
Griffith propose l'unica spiegazione plausibile: alcuni batteri IIR, in seguito all'interazione con batteri morti IIIS si erano trasformati in IIIS. Evidentemente all'interno dei IIIS morti doveva essere presente una qualche sostanza in grado di conferire ai batteri IIR la capacità di sintetizzare la capsula polisaccaridica. Questa sostanza è il materiale genetico.
Griffith chiamò il materiale genetico "principio trasformante". Erroneamente, come però la stragrande maggioranza degli scienziati suoi contemporanei, riteneva che questa sostanza dovesse essere di natura proteica.
A partire da questo importantissimo esperimento, Avery, MacLeod e McCarty nel 1943 dimostrarono che il materiale genetico in questione era il DNA (anche se la prova definitiva arrivò solo dagli esperimenti di Hershey e Chase del 1953).